# حزب دموکرات هزاره
حزب دموکرات هزاره (اردو: هزاره ڈیموکریٹیک پارٹی) یک حزب سیاسی از مردم هزاره در پاکستان است. این حزب عمدتاً در شهر کویته فعالیت دارد جایی که در حال حاضر تا نیم میلیون مردم هزاره سکونت دارد.

## تأسیس
در سپتامبر سال ۲۰۰۲، روشنفکران، طبقه کارگر و قبایل هزاره همکاری با یکدیگر را به هدف تشکیل یک بستر سیاسی برای هزاره‌های پاکستان آغاز کردند. آنها برای دفاع از حقوق هزاره‌ها و برقرای عدالت میان اقلیت‌های پاکستان، پس از دیدار با حزب کارگر و قبایل مختلف در اول ژوئیه ۲۰۰۳، تشکیل حزب ملی و سیاسی دموکرات هزاره را اعلام کردند.
بیش از ۶۰۰٬۰۰۰ هزاره در شهرهای کویته، ژوب، قصدار، لورالیا و دیره مراد ایالت بلوچستان پاکستان ساکن هستند. قبل از تشکیل حزب دموکرات هزاره، مردم هزاره دارای یک نهاد سیاسی رسمی نبودند و سهم زیادی در سیاست‌های ایالتی و ملی پاکستان نداشتند. اما حزب دموکرات هزاره در تلاش است تا جوامع هزاره مقیم پاکستان را به سمت آگاهی از سیاست‌های منطقوی سوق دهد و از منافع آنها حفاظت کند. حزب دموکرات هزاره دارای یک جناح زنان در میان ۹ جناح از تشکیلات خود است و مشارکت زنان را در تمام سطوح زندگی سیاسی-اجتماعی تشویق می‌کند. این حزب یک حزب لیبرال و دموکراتیک است و قاطعانه به فرصت‌های برابری حقوق زنان در زندگی ملی اعتقاد دارد.

## ترور دبیرکل حزب
حسین‌علی یوسفی، که در ۲۶ سپتامبر ۲۰۰۸ به‌عنوان رئیس حزب دموکرات هزاره انتخاب شد، در تاریخ ۲۶ ژانویه ۲۰۰۹ توسط گروه افراطی لشکر جهنگوی در شهر کویته به ضرب گلوله کشته شد. مرگ حسینعلی یوسفی نه تنها برای هزاره‌ها بلکه برای پاکستان نیز تکان دهنده بود و توسط رهبران عالی‌رتبه آن کشور محکوم شد او در سی سال فعالیت اجتماعی و سیاسی خود برای برقراری صلح و انسانیت تلاش می‌کرد.
آقای عبدالعزیز هزاره که در تاریخ ۲۵ اکتبر ۲۰۱۰ به عنوان دبیرکل حزب دموکرات هزاره انتخاب شد، همراه با پسر کوچکش نویدالله توسط لشکر جهنگوی و طالبان نیز به ضرب گلوله کشته شد. مرگ عبدالعزیز هزاره نه تنها برای هزاره‌ها بلکه برای پاکستان دومین واقعه تکان دهنده شخصیت‌های سیاسی عالیرتبه بود.

## اعتراض جهانی ۲۰۱۲
در آغاز سال ۲۰۱۲، حزب دموکرات هزاره به دلیل کشتار مردم هزاره در کویته و افغانستان تظاهرات کردند که دامنه آن به بسیاری از کشورهای جهان کشیده شد و اعتراضات گسترده‌ای را به دنبال داشت.